# 南呉服町 (名古屋市)
南呉服町（みなみごふくちょう）は、愛知県名古屋市中区の地名。

## 歴史

### 沿革
- 明治4年 - 呉服町筋の南側部分に愛知郡南呉服町として成立[1]。
- 1878年（明治11年）12月20日 - 名古屋区成立に伴い、同区南呉服町となる[1]。
- 1889年（明治22年）10月1日 - 名古屋市成立に伴い、同市南呉服町となる[1]。
- 1908年（明治41年）4月1日 - 中区成立に伴い、同区南呉服町となる[1]。
- 1913年（大正2年）3月12日 - 前日の火事で全焼した名古屋新聞社が仮営業所を設置し、新聞発行を再開[4]。
- 1932年（昭和7年）4月1日 - 一部が南伊勢町に編入[1]。
- 1944年（昭和19年）2月11日 - 栄区成立に伴い、同区南呉服町となる[1]。
- 1945年（昭和20年）11月3日 - 栄区廃止に伴い、中区南呉服町となる[1]。
- 1966年（昭和41年）3月30日 - 住居表示実施に伴い、全域が栄三丁目に編入され、消滅[1]。